# Friday (serie animata)
Friday (Friday: The Animated Series) è una serie televisiva animata statunitense del 2007, creata da Ice Cube, diretta da Kevin Lofton.e basata sull'omonimo franchise cinematografico.
La serie è stata trasmessa per la prima volta negli Stati Uniti su MTV2 dal 24 giugno all'8 luglio 2007. In Italia la serie è stata trasmessa su Deejay TV dal 16 gennaio 2010.

## Trama
La serie si svolge in una moderna zona di South Los Angeles e segue la vita di Craig Jones, della sua famiglia, del suo migliore amico Smokey e dei problemi che incontrano mentre vivono in un quartiere fatiscente e dominato dal crimine.

## Episodi
| Stagione       | Episodi | Prima TV USA | Prima TV Italia |
| -------------- | ------- | ------------ | --------------- |
| Prima stagione | 8       | 2007         | 2010            |

## Personaggi e doppiatori
- Craig Jones, voce originale di Khary Payton, italiana di Lorenzo Scattorin.
- Smokey, voce originale di Phil LaMarr, italiana di Davide Albano.
- Willie "Pops" Jones, voce originale di John DiMaggio, italiana di Pietro Ubaldi.
- Betty "Mom" Jones, voce originale di Cree Summer, italiana di Loredana Nicosia.
- Dana Jones, voce originale di Cree Summer, italiana di Debora Magnaghi.
- Big Mary, voce originale di Masasa Moyo, italiana di Cristina Giolitti.